# Madame Curie (filme)
Madame Curie é um filme estadunidense de 1943 do gênero drama biográfico, dirigido por Mervyn LeRoy. A produção retrata a vida da célebre física franco-polonesa e ganhadora do Premio Nobel, Marie Curie. O produtor foi Sidney Franklin para o Estúdio MGM. Roteiro de Paul Osborn, Paul H. Rameau e Aldous Huxley (não creditado), adaptado da biografia escrita por Eve Curie, filha de Marie.

## Elenco principal
- Greer Garson …Maria Sklodowska-Curie/Marie Curie.
- Walter Pidgeon …Pierre Curie
- Henry Travers
- Albert Bassermann …Prof. Perot
- C. Aubrey Smith
- Dame May Whitty
- Reginald Owen
- Van Johnson
- Margaret O'Brien
- James Hilton.

A estudante polonesa Marie Sklodowska se destaca na Universidade de Sorbonne, em Paris, o que leva seu tutor, o Prof. Perot, a indicá-la para trabalhar com o famoso pesquisador Pierre Curie. Pierre não quer que nada atrapalhe suas pesquisas e a princípio não gosta de ter uma mulher em seu laboratório, mas com o tempo reconhece a capacidade e a dedicação de Marie ao trabalho, se apaixona e o casal acaba por se casar.
Marie começara a investigar as propriedades radioativas presentes no minério de uranita, mais precisamente nas rochas de pechblenda, e suas medições a levam a deduzir que somente os elementos conhecidos não poderiam gerar o nível de radiação obtido. Assim, ela e Pierre, começam o extenuante trabalho de tentar isolar o novo elemento, que Marie denomina de Rádio, usando o método da cristalização.

## Indicações
- O filme foi indicado ao Oscar de melhor ator (Walter Pidgeon), melhor atriz (Greer Garson), melhor direção de arte e fotografia em preto & branco, melhor canção, melhor filme e melhor som.